# ソラング・ソンペング文字
ソラング・ソンペング文字（ソラング・ソンペングもじ、Sorang Sompeng）は、インドのソーラー語を表記するために1936年にマンゲイ・ゴマンゴによって考案された文字。24文字から構成され、左から右に書かれる。

## 起源
ソーラー語はムンダー語派に属する言語のひとつで、主にオリッサ州とアーンドラ・プラデーシュ州で話される。ソーラー語はオリヤー文字やテルグ文字で表記されるほか、バプテスト教会の宣教師の考案になるラテン文字による表記法も存在する。
ソーラー人の指導的な人物のひとりであったマリア・ゴマンゴは、ソーラー人の全員が共通に使えるような新しい文字を作る運動を率いていた。マリアの義理の子であるマンゲイ・ゴマンゴは山にこもり、1936年6月18日に24文字を幻視したという。

## 構造

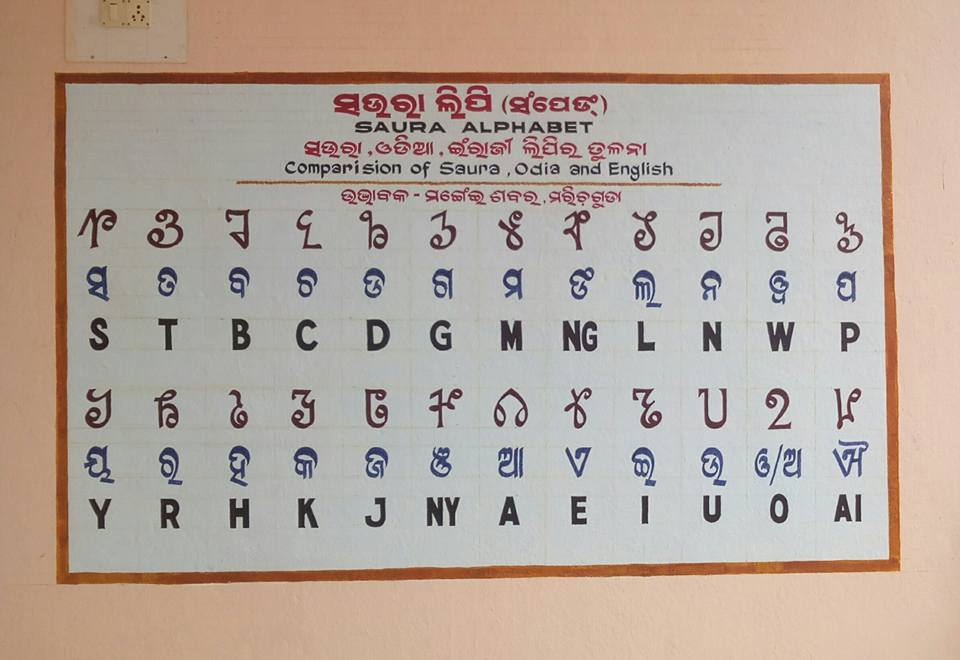
サウラ文字（ソラング・ソンペング文字）の一覧

24文字から構成され、6文字×4行の文字表に書かれる。うち最後の6文字は母音で、それ以外の文字は子音である。子音や母音の並び順にはとくに規則性はない。文字名はソーラー人の神名に由来する。
インドの他の文字と同様、子音字に母音字を後続させない場合には潜在母音/ə/が後続する。子音結合を表す特別な記号はなく、したがって子音字が2つ並んでいるときに、間に/ə/があるかどうかはつづり字からはわからない。
ソーラー語の音韻構造には必ずしもよく合致せず、母音の/i/と/ɨ/、/o/と/ɔ/は文字の上で区別されない。そり舌はじき音/ɽ/を表す文字はなく、rdのように表される。声門閉鎖音/ʔ/はhで表記することになっているが、何も書かれていない場合もあるようである。

## Unicode
2012年のUnicodeバージョン6.1で、追加多言語面のU+110D0-110FFに追加された。
| Sora Sompeng |   |   |   |   |   |   |   |   |   |   |   |   |   |   |   |   |
|              | 0 | 1 | 2 | 3 | 4 | 5 | 6 | 7 | 8 | 9 | A | B | C | D | E | F |
| U+110Dx      | 𑃐 | 𑃑 | 𑃒 | 𑃓 | 𑃔 | 𑃕 | 𑃖 | 𑃗 | 𑃘 | 𑃙 | 𑃚 | 𑃛 | 𑃜 | 𑃝 | 𑃞 | 𑃟 |
| U+110Ex      | 𑃠 | 𑃡 | 𑃢 | 𑃣 | 𑃤 | 𑃥 | 𑃦 | 𑃧 | 𑃨 |   |   |   |   |   |   |   |
| U+110Fx      | 𑃰 | 𑃱 | 𑃲 | 𑃳 | 𑃴 | 𑃵 | 𑃶 | 𑃷 | 𑃸 | 𑃹 |   |   |   |   |   |   |